# デンマーク大百科事典
デンマーク大百科事典（Den Store Danske Encyklopædi）はデンマークの大手出版社であるGyldendal社に属するデンマーク国家百科事典会（Danmarks Nationalleksikon A/S）が発刊する百科事典。全23巻11万5000項目。1994年から2001年に本文二十巻、2002年に補遺一巻、2003年に索引二巻が発刊された。主任はヨン・ルン（Jørn Lund）。同時期のアウグスティヌス基金によるスウェーデンの国家百科事典に触発されて発刊が決定した。2004年にウィンドウズ用CD-ROM版、2005年にマック用CD-ROM版が発売され、2006年11月3日にオンライン版が開設された。